# Futbol'ny Klub Vedrich-97 Rečyca
El Futbol'ny Klub Vedrich-97 Rečyca és un club de futbol belarús de la ciutat de Rečyca.

## Història
El club nasqué l'any 1952 i disputà les competicions de l'RSS de Belarús fins que l'any 1991 guanyà la segona divisió de la competició. Jugà durant sis temporades a la màxima categoria de la Lliga belarussa de futbol, fins al 1996, any en què baixà de categoria. Després de tres temporades a la segona categoria, tornà a ascendir, disputant la màxima divisió els anys 2000 i 2001. En acabar aquesta darrera temporada tornà a baixar.
Fou finalista de la Copa la temporada 1992-93.

### Evolució del nom
- 1952: Fundat com a Vedrich Rečyca
- 1997: Reanomenat Vedrich-97 Rečyca